# 日本漫画学院
有限会社 日本漫画学院（にほんまんががくいん）は、日本の企業。

## 概要
1974年1月に設立。漫画通信教育講座、インターネット総合漫画配信事業、漫画デジタル加工事業、コミック画材・書籍の通信販売、漫画企画・編集及び製作、アシスタント募集および紹介、漫画の著作権エージェント（海外翻訳出版）などの事業を行っていた。インターネット総合漫画配信事業といういわゆる電子書籍の取り扱いでは、海外展開も積極的におこなった。2013年3月6日に破産手続した。

#### 広報資料・プレスリリースなど一次資料
1. 1 2 3 4  “有限会社日本漫画学院のプレスリリース”. @Press. 2016年7月13日閲覧。